# Elachyophtalma kebeae
Elachyophtalma kebeae is een vlinder uit de familie van de echte spinners (Bombycidae). De wetenschappelijke naam van de soort is voor het eerst geldig gepubliceerd in 1904 door George Thomas Bethune-Baker.